# Ferdinand Horn (Politiker, II)
Ferdinand Horn (* im 19. Jahrhundert; † im 19. Jahrhundert) war ein deutscher Fabrikant und Politiker.

## Leben
Ferdinand war wahrscheinlich der Sohn des gleichnamigen Fabrikanten Ferdinand Horn in Lobenstein. Er war Fabrikant in Lemnitzhammer und Besitzer des 1856 von seinem Vater erbauten dortigen „Saalfabrikgebäudes“. Er lebte in Lobenstein.
Vom 29. Oktober 1874 bis zum 17. Februar 1875 war er Mitglied im Landtag Reuß jüngerer Linie und dort Schriftführer. Er legte das Mandat nieder und Hermann Ritter wurde als sein Nachfolger gewählt.